# Helena Sparrow
Helena Sparrow také Hélène Sparrow (5. června 1891, Bohuslaw – 13. listopadu 1970, Pietranera, Korsika) byla polsko–francouzská bakterioložka a mikrobioložka světová průkopnice v oblasti veřejného zdraví. Uznávaná je především za svou práci při potlačování epidemií břišního tyfu během první světové války a za účast na národních programech očkování v Polsku a Tunisku proti nemocem, jako je záškrt, spála, skvrnitý tyfus a cholera, a to až do šedesátých let 20. století.

## Život
Helena Sparrow se narodila v polské rodině v Bohuslavi v Kyjevské gubernii v carském Rusku (dnes město v Kyjevské oblasti na Ukrajině). Její matka byla Hanna, rozená Stefanski, a její otec Leopold byl soudce a potomek britského architekta Williama Sparrowa. Studovala medicínu v Kyjevě na Císařské univerzitě svatého Vladimíra (promovala v roce 1915). Magisterský titul získala na univerzitě v Poznani v roce 1923 a doktorát na Varšavské univerzitě v roce 1928.
V roce 1915 vstoupila do ruské armády jako lékařka, aby bojovala proti epidemiím na frontě. Tyfus si během první světové války vyžádal více obětí než zbraně. Po skončení války pracovala v univerzitní nemocnici v Tartu (Estonsko) pod vedením profesora Alexandra Byliny. Poté pracovala v Bakteriologickém ústavu v Kyjevě jako asistentka Włodzimierza Lindermana. V roce 1920 se přestěhovala do Varšavy a pracovala s Ludwikem Rajchmanem jako ředitelka Státního epidemiologického ústavu (od roku 1923 Státní hygienický ústav (Narodowy Instytut Zdrowia Publicznego – Państwowy Zakład Higieny)). V této instituci měla na starosti preventivní očkování a studium epidemiologických případů. V rámci jednoho ze svých úkolů bojovala proti choleře v Grodně. V letech 1921–1933 také spolupracovala s Rudolfem Weigelem na Lvovské univerzitě na epidemickém (skvrnitém) tyfu. V toto období založila čtyři laboratoře pro výzkum veřejného zdraví. Organizovala zdravotní sledování Poláků repatriovaných ze Sovětského svazu. Spolu s Robertem Debré dohlížela na programy očkování proti záškrtu a spále ve varšavské oblasti.
V roce 1923 nostrifikovala doktorát ze všech lékařských věd a odjela na stipendium do Pasteurova ústavu v Paříži. Ve Francii se věnovala výzkumu tuberkulózy pod vedením Alberta Calmette a Camile Guérina. Poté pracovala s Julesem Bordetem v Bruselu a s Amédée Borrelem ve Zdravotním ústavu ve Štrasburku. V roce 1924 byla opět vyslána do Francie na mikrobiologické školení v Pasteurově ústavu a v laboratoři Alexandre Besredka. V roce 1925 Pasteurův ústav financoval její výzkum s Charlesem Nicollem, který se stal jejím mentorem a o tři roky později získal Nobelovu cenu za medicínu, týkající se skvrnitého  tyfu v Tunisku. V letech 1927–1928 zůstala v Pasteurově ústavu v Tunisu a pokračovala ve výzkumu očkování proti tyfu.
V roce 1928 získala titul docentky na Lékařské fakultě Varšavské univerzity. V tomto období obhájila doktorskou práci "Problèmes de la contre le typhus exanthématique" a následně se stala profesorkou bakteriologie. Ve třicátých letech 20. století prováděla školení v oblasti mikrobiologie a byla aktivní členkou polských lékařských společností a varšavské pobočky francouzské Société de biologie. 
V roce 1933 odešla s Charlesem Nicollem do Pasteurova ústavu v Tunisu, kde jako vedoucí laboratoře zavedla nové standardy ve výrobě vakcín. V této době přijala francouzské občanství. Zabývala se výzkumem epidemického a endemického (krysího) tyfu u potkanů a dalších rickettsióz; mimo jiné pracovala na snížení virulence epidemického tyfu a krysího tyfu pomocí intranazální a intravitreální infekce laboratorních zvířat. Prokázala rozmnožování rickettsií tyfu ve vších a (spolu s J. Laigretem) studovala procesy infekce zárodky tyfu orální cestou a (spolu s Nicollem a P. Giroudem) jejich vylučování močí. S P. Giroudem a P. Durandem vyrobila v roce 1939 Sparrow-Durandovu vakcínu proti plicnímu tyfu pěstováním zárodků (Rickettsia prowazekii) v plicích myší; použila vši infikované anální cestou (Weiglova metoda). Zabývala se také břišním tyfem (Typhus recurrentis) přenášeným jak vší, tak klíštětem a mimo jiné zjistila existenci přechodných forem mezi dvěma typy kmenů tohoto tyfu. Podnikla vědecké cesty do Mexika, kde studovala mexický skvrnitý tyfus, a do Guatemaly, kde použila Sparrow-Durandovu vakcínu.
Během druhé světové války zůstala Sparrow v Tunisu a po obsazení Tuniska německo-italskou armádou ukrývala Poláky – dezertéry z německé armády, příslušníky francouzského odboje a uprchlíky z Francie, mimo jiné se spřátelila se spisovatelem André Gidem. Po skončení války se věnovala problematice BCG vakcinace, zejména výrobě vakcíny, způsobu jejího použití a hodnocení její účinnosti. V roce 1949 převzala v ústavu vedení oddělení výroby BCG vakcíny a zorganizovala program očkování proti tuberkulóze a tyfu pro Tunisko. Vědecká autorita Sparrow přitahovala mnoho amerických a anglických vědců, které ve svém ústavu školila. Na objednávku Světové zdravotnické organizace provedla rozsáhlou epidemiologickou studii v Etiopii a prokázala, že tamní lesy jsou hlavním semeništěm zárodků tyfu, které přenášejí vši a klíšťata.
V roce 1962 odjela do Bastie na Korsice, kam předtím uprchl její druhý manžel Philippe Germa, který byl po získání nezávislosti Tuniska v roce 1956 zatčen. Tam již vzhledem ke svému zdravotnímu stavu neprováděla akademickou činnost, ale pokračovala v publikování svých prací.
Zemřela v Pietraneru na Korsice v roce 1970.

## Osobní život
Byla dvakrát vdaná. Poprvé se v roce 1917 provdala za estonského chirurga barona Roberta von Kügelgena (1887–1935), s nímž byla ve dvacátých letech 20. století v odluce. Z prvního svazku měla dceru Marii Bognu Seiler von Kügelgen.
Druhý sňatek uzavřela v roce 1933 v Tunisu s Francouzem Phillipem Germou, inženýrem agronomie a průkopníkem nových plodin v Maghrebu, s nímž vysadili pomerančový sad v Sukře u Tunisu.

## Ceny a ocenění
- Cena Lékařské akademie v Krakově, 1922.[8]
- Vedoucí laboratoře Státního zdravotního ústavu, Varšava, 1922.
- Vedoucí preventivní očkovací služby, Státní zdravotní ústav, Varšava 1928
- Vedoucí laboratoře, Pasteurův ústav, Tunis 1933
- Vedoucí očkovací služby, Pasteurův ústav, Tunis 1945-1961
- Člen Société de Pathologie Exotique (Francouzská společnost pro exotickou patologii) 1945